# Meu Filme (álbum)
Meu Filme  é o sexto álbum de estúdio do cantor e compositor Lô Borges, lançado em 1996, após 9 anos de hiato. 

## História
Após quase 10 anos sem registro desde o seu último álbum, Lô Borges grava o que, seria por ele, o álbum mais emblemático de sua carreira, ao lado do “disco do tênis”. O disco foi gravado quase todo com voz, violão e percussão a cargo de Marcos Suzano e do aclamado grupo instrumental Uakti. Nas participações especiais há Milton Nascimento tocando sanfona em “Alô”, composição dos dois; Caetano Veloso assina a letra de “Sem Não” enquanto Chico Amaral, principal letrista do Skank, assina a faixa-título com Lô. É neste disco que há também a estreia da parceria com Samuel Rosa e Chico Amaral, de quem regravaria “Te Ver”. 

## Faixas
1. Meu filme (Chico Amaral, Lô Borges)
2. Pura paisagem (Márcio Borges, Lô Borges)
3. Sem não (Caetano Veloso, Lô Borges)
4. Solto no mundo (Lô Borges)
5. Alô (Lô Borges, Milton Nascimento)
6. A cara do sol (Lô Borges, Ronaldo Bastos)
7. Vertigem (Márcio Borges, Lô Borges)
8. Vai vai vai (Lô Borges)
9. Blue Girl (Lô Borges, Ronaldo Bastos)
10. Te ver (Chico Amaral, Lelo Zaneti, Samuel Rosa)

## Ligações Externas
- no Sítio Discogs.
- no Sítio do Lô Borges.